# Ierofeï Khabarov
Pour les articles homonymes, voir Khabarov.
Ierofeï Pavlovitch Khabarov ou Sviatitski (en russe : Ерофей Павлович Хабаров ou Святицкий) né en 1603 et mort après 1671, est un paysan russe de la région de Veliki Oustioug, qui explora la Léna et l'Amour.

## Biographie
En 1625, Khabarov navigua de Tobolsk à Mangazeïa. Trois ans plus tard, il quitta la ville avec son expédition et atteignit la rivière Kheta (branche-source gauche du fleuve Khatanga). En 1630, Khabarov prit part à un voyage de Mangazeïa à Tobolsk. En 1632-1641, il atteignit le fleuve Lena et fonda un établissement agricole avec des salines le long de la Lena, à l'embouchure des rivières Kirenga et Kouta. En 1649-1650, Khabarov traversa l'Olekma et atteignit l'Amour. En 1651-1653, il descendit le fleuve Amour à partir de l'endroit de sa confluence avec la rivière Ourka jusqu'à l'embouchure de la rivière Oussouri. Khabarov traça la carte du fleuve Amour. Il battit un potentat daur de la région et fonda la ville russe d'Albazino à l'emplacement de sa capitale.
La ville de Khabarovsk, une ville et une gare de chemin de fer Ierofeï Pavlovitch sur le chemin de fer Transsibérien portent son nom.